# Château d'Ouguela
Le château d'Ouguela est une fortification militaire médiévale situé à Ouguela dans la freguesia de São João Baptista, sur le territoire de la municipalité de Campo Maior (district de Portalegre, Portugal),.
Il faisait partie d'une première ligne de défense dans l'Alentejo portugais, en conjonction avec les forts militaires de Campo Maior, Elvas, Olivence et Juromenha.
Il est classé Monument national depuis 1943.

## Historique
Construit sur une falaise, sur la rive droite du fleuve Xévora, il est proche de la frontière avec l'Espagne. La première occupation du site remonte à un castro préromain. À l'époque de la conquête romaine de la péninsule Ibérique, la colonie était connue sous le nom de Budua. Occupé par les Wisigoths, qui la nommèrent Niguela, et à partir du VIIIe siècle par les musulmans qui le fortifièrent. Lors de la reconquête chrétienne de la péninsule Ibérique, la forteresse fut définitivement conquise, après 1230, par les forces castillanes et léonaises.

### Le château médiéval
Par le traité d'Alcañices (1297), les domaines d'Ouguela et son château furent rattachés à la Couronne du Portugal. L'année suivante, le roi Denis Ier (1279-1325), soucieux de sa colonisation et de sa défense, lui accorda une charte, ordonnant la reconstruction de ses défenses.
Sous le règne du roi Ferdinand Ier, la construction de la nouvelle enceinte de la ville débuta, travaux qui se poursuivirent sous le règne du roi Jean Ier (1385-1433) étendit ses défenses, enfermant toute la ville dans une enceinte fortifiée. 
Sous le règne du roi Manuel Ier, la ville et son château furent décrits par Duarte de Armas (pt) (Livre des forteresses, vers 1509). Le souverain lui accorda une nouvelle charte (Lisbonne, 1er juin 1512).

### De la guerre de Restauration à nos jours
Dans le contexte de la Guerre de Restauration de l'Indépendance Portugaise, compte tenu de la nécessité de moderniser ses défenses, le remodelage de sa fortification fut conçu par l'ingénieur en chef des fortifications de l'Alentejo, l'ingénieur français Nicolas de Langres, à la demande du roi Jean IV.
Au cours du XVIIIe siècle, on constate la construction d'un bastion, d'un demi-bastion et d'un ravelin (1755). Grâce à la défense ainsi renforcée, sous le commandement du capitaine de cavalerie Brás de Carvalho, la place résista à la nouvelle invasion espagnole (1762). Entre 1555 et 1803, le complexe fortifié est complété d'une tour de guet, de fossés. La place forte fut démilitarisée en 1840. Par la suite, le secteur ouest, défini par les structures bastionnées, commença à fonctionner comme cimetière de la ville.
Un projet de sauvegarde et de valorisation du château et des fortifications d'Ouguela a récemment été élaboré par les architectes Miguel Pedroso de Lima et José Filipe Cardoso. Ce projet comprend la restauration, la revitalisation et la valorisation des centres urbains d'Ouguela (Portugal) et d'Albuquerque (Espagne) et de leurs fortifications respectives. Il comprend la création d'un espace muséal, d'un centre de recherche et de documentation, ainsi que la mise en place de sentiers (équestres et pédestres) reliant les fortifications d'Albuquerque à des points de vue panoramiques.

## Description
À une altitude de 259 m au-dessus du niveau de la mer, il présente un plan hexagonal irrégulier, avec des murailles en granite et en pierre de schiste, mélangeant des éléments d'architecture militaire médiévale (murs et tourelles) et moderne (bastions, escarpements, parapets, ravelins).
L'entrée, au nord, se compose de deux tours jumelées à arc en plein cintre, d'une porte en arc brisé, d'un trou d'homme et d'un système de herses. Elle est défendue par un demi-bastion à quatre embrasures et une barbacane. Celle-ci, ornée d'une cuirasse, est défendue par une casemate à sept meurtrières.
Le rempart du château médiéval, entouré de murs de protection de chaque côté, est achevé. Les créneaux des tours et des murs ont été remplacés par des barbacanes et des embrasures (dans le donjon).
Autour du périmètre bastionné, un fossé est ouvert avec un parcours réparé et tenace et un chemin de ronde.

## Galerie

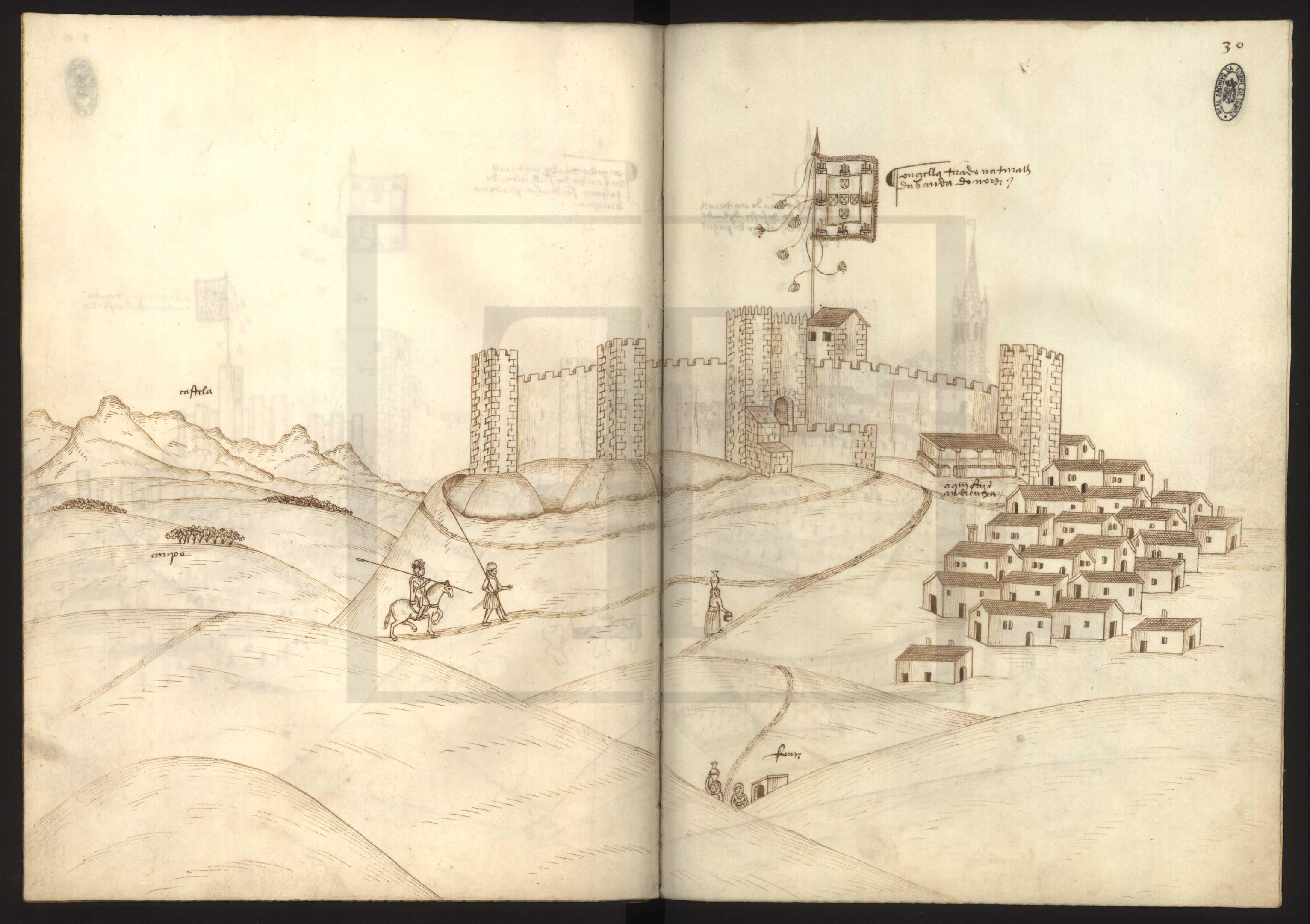
Château d'Ouguela - Livre des Forteresses (1509).
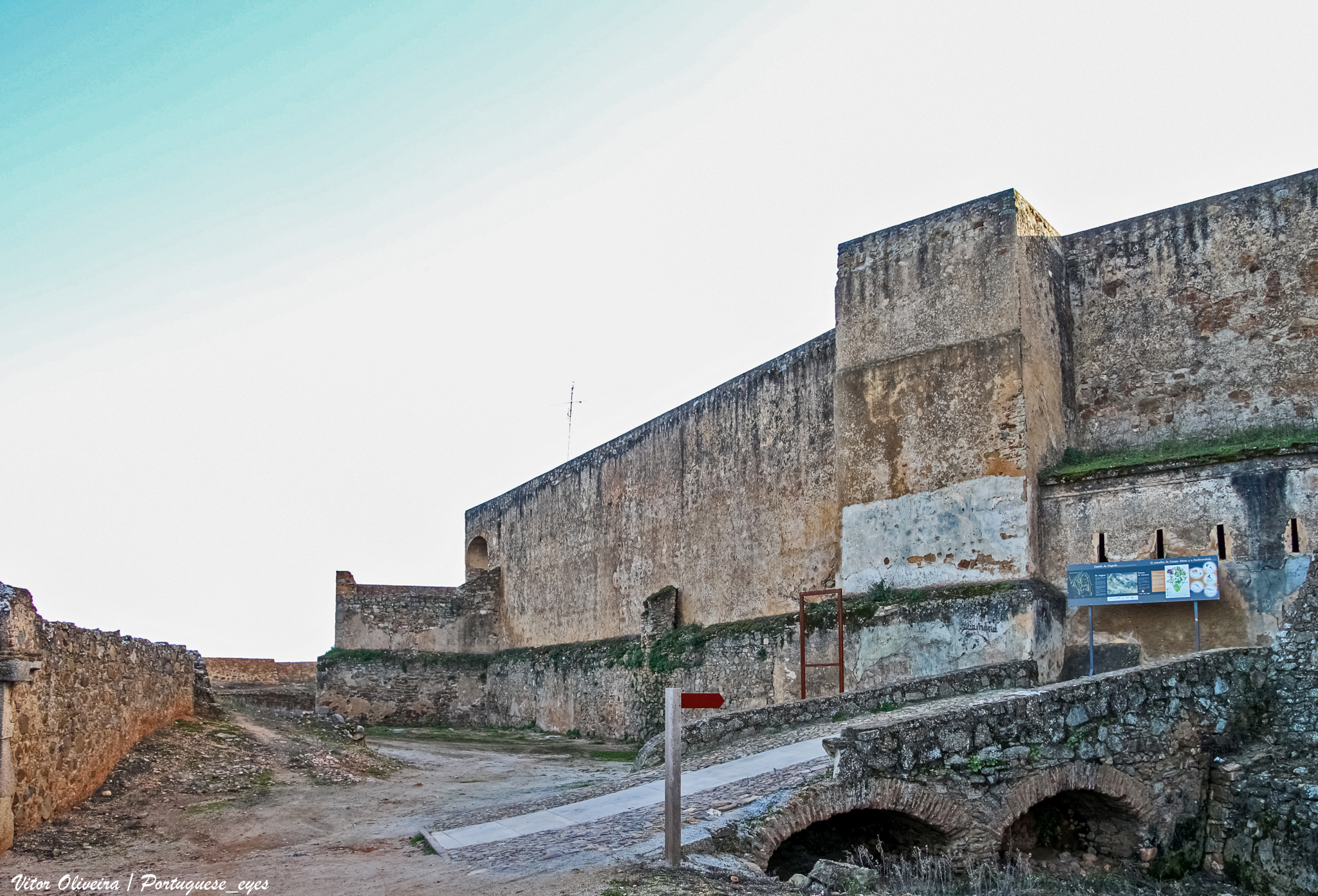
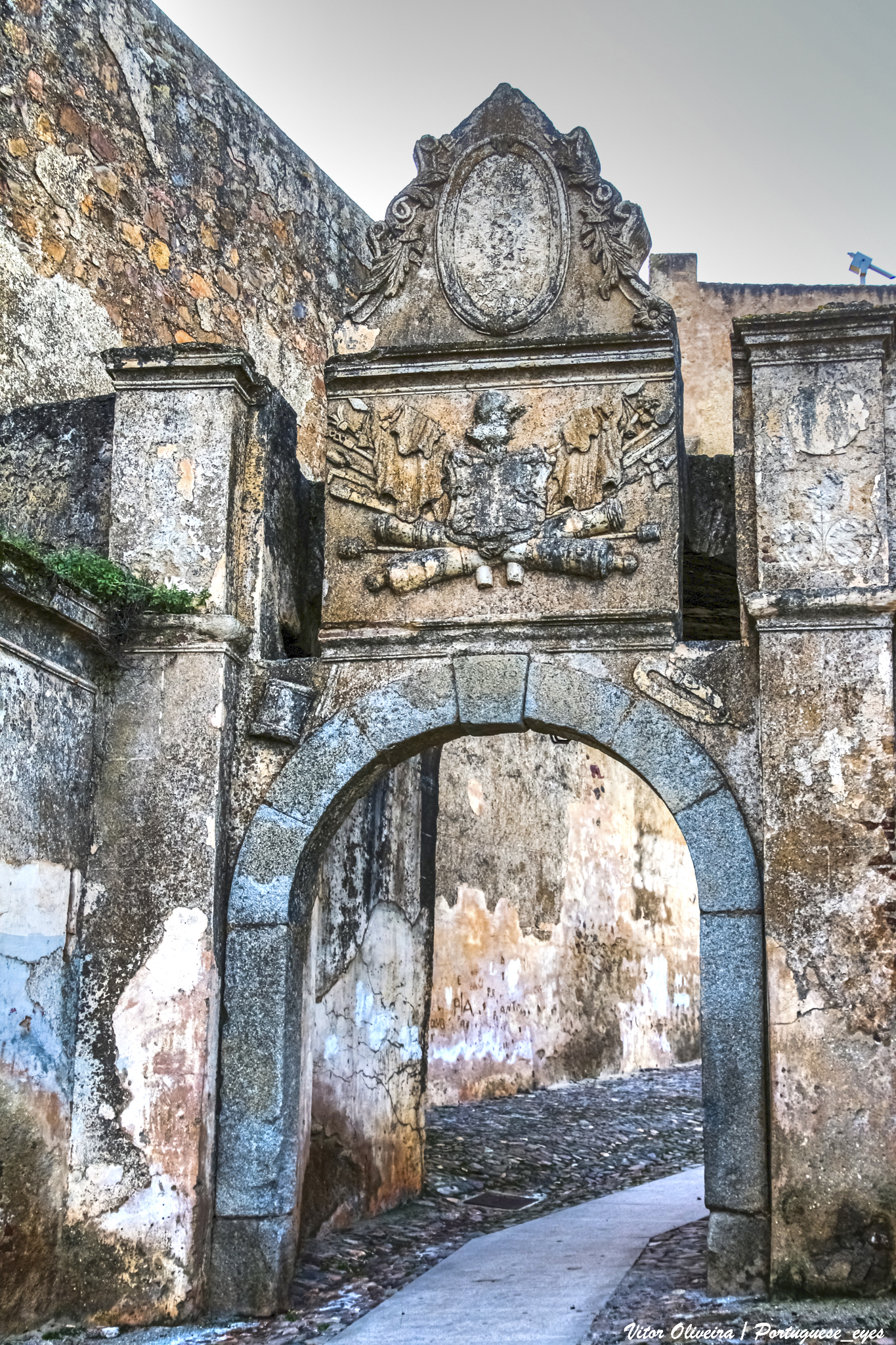
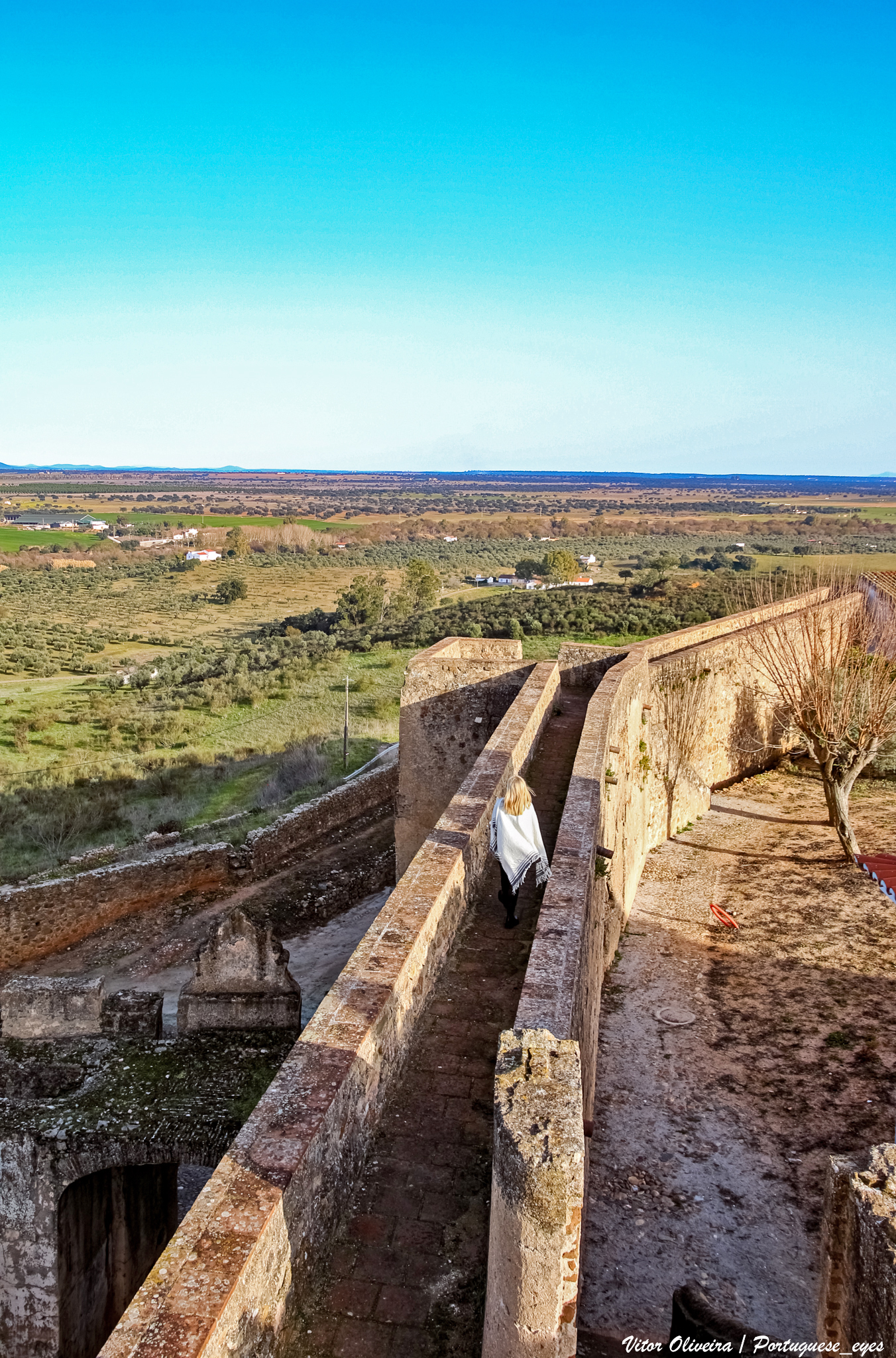
Chemin de ronde.
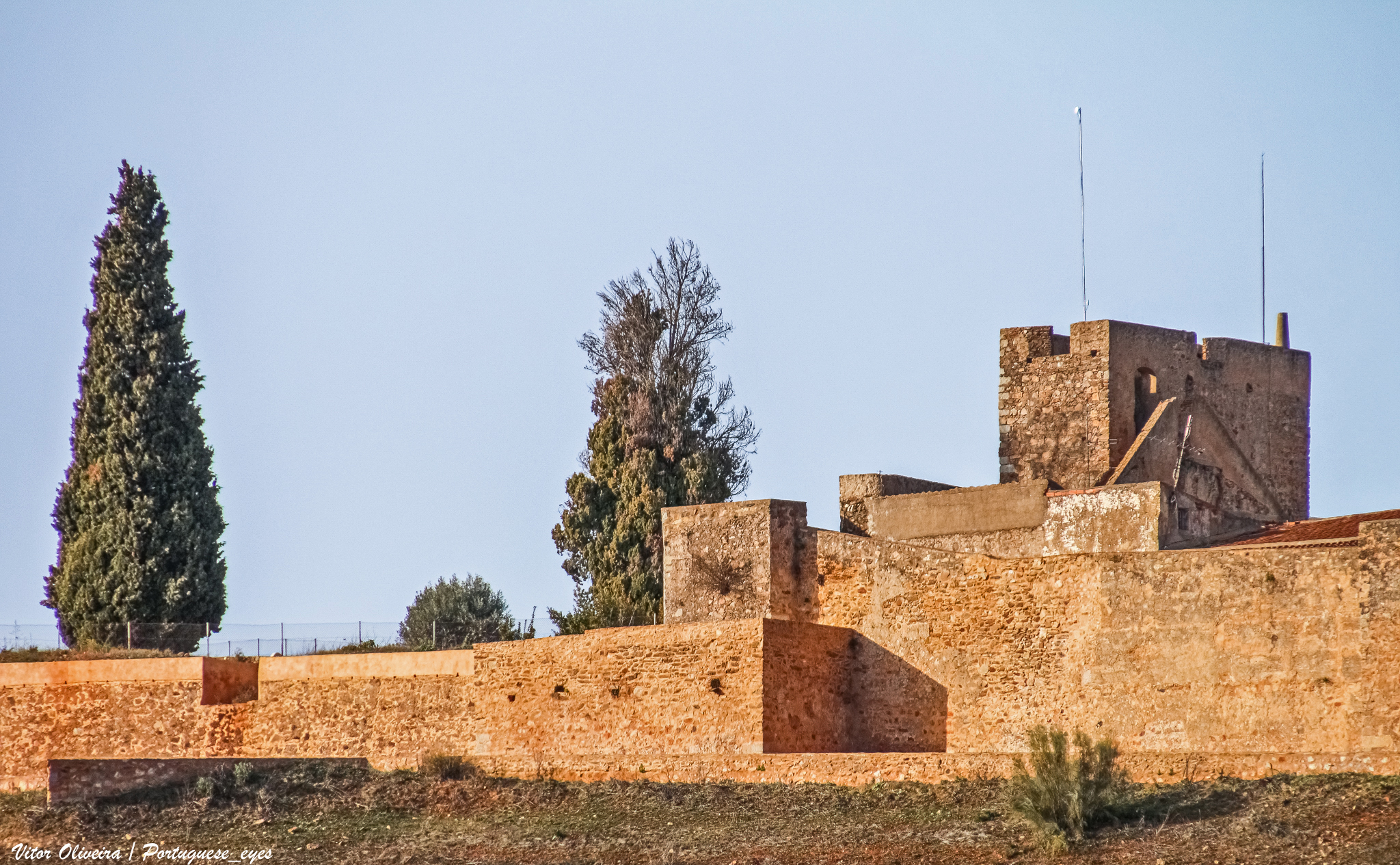